# Marion Cotillard
Marion Cotillard (París, 30 de septiembre de 1975) es una actriz, cantante, modelo, compositora y cantautora francesa ganadora de los premios Óscar, BAFTA, César y Globo de Oro por su interpretación de Édith Piaf en la película La vida en rosa. Es la única mujer que ha ganado un Óscar a la mejor actriz por una película francesa. También es ambientalista y portavoz de Greenpeace.
En 2012, recibió numerosos elogios por su actuación como Stéphanie en De óxido y hueso, y fue galardonada con el Premio Globo de Cristal, Premio Étoile d'Or, Premio Sant Jordi, Irish Film & Television Award y el Premio de la Mejor Actriz en el Hawaii International Film Festival, además del hecho de que recibió nominaciones para el Globo de Oro, para el Premio BAFTA, para el Premio del Sindicato de Actores, para el Premio de la Crítica Cinematográfica, para el Premio AACTA, para el Premio Lumière y para el Premio César.
Ella es el rostro oficial de los bolsos Lady Dior desde el 2008, y ha aparecido en más de 200 portadas de revistas de todo el mundo. Entre ellas, se encuentran: Vogue, Elle, Marie Claire, Variety, Harper's Bazaar, Vanity Fair, Madame Figaro, Glamour, W, The Hollywood Reporter y Wall Street Journal Magazine. También apareció en la portada del primer número de la revista Dior, en septiembre del 2012.
En 2021 recibió el premio Donostia del festival de cine de San Sebastián.

## Biografía

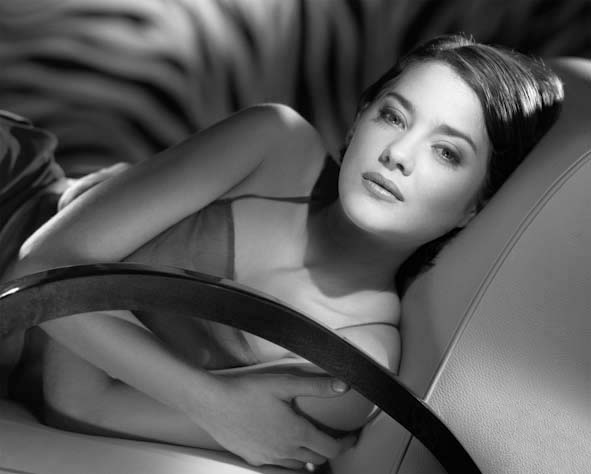
Cotillard en 1999.

Proveniente de una familia de artistas, comenzó desde pequeña a trabajar como actriz, es hija de Niseema Theillaud, actriz, y de Jean-Claude Cotillard, director; ambos profesores de arte dramático y tiene dos hermanos gemelos, Quentin, escultor y Guillaume, escritor. Su primo Laurent Cotillard, dirigió además su primera obra Y a des nounous dans le placard.
En 1994, ganó el primer premio del Conservatorio de Arte Dramático de Orleáns.
Y comenzó a intervenir en series televisivas como Highlander o Extrême Limite, y más tarde en el cine con la película La Belle Verte, aunque fue con Taxi con guion de Luc Besson y dirigida por Gérard Pirès con la que se dio conocer al gran público y que le supuso su primera nominación al César a la mejor actriz revelación. Su papel en esta película le sirvió para trabajar en producciones como La Mouette o Les Jolies Choses, con la que obtuvo una nueva nominación a los Premios César, consiguiendo en 2005 ganar el César a la mejor actriz de reparto por Largo domingo de noviazgo, de Jean-Pierre Jeunet.
En 2007, interpreta a Édith Piaf en la película de Olivier Dahan La vida en rosa, ganando el Oscar a la mejor actriz en 2008.
En 2009, interpretó a Evelyn "Billy" Frechette, la novia de John Dillinger en la película Enemigos públicos, donde demuestra una gran solidez actoral. Actualmente mantiene una relación con el actor francés Guillaume Canet, desde finales de 2007. El 15 de marzo de 2010 Marion recibió la Medalla de la Orden de las artes y las Letras de Francia. El 19 de mayo de 2011 dio a luz a su primer hijo, Marcel. En julio de 2012, fotos de Canet saliendo de la casa de Katie Holmes en Nueva York fueron publicadas en el sitio Daily Mail. Cotillard estaba en Londres para la promoción de The Dark Knight Rises. Poco tiempo después las fotos fueron eliminadas del sitio y la pareja no dice nada sobre el asunto.
En 2010 participa en la película Inception de Christopher Nolan, junto a Leonardo DiCaprio, Cillian Murphy, Joseph Gordon-Levitt, Tom Hardy, Michael Caine entre otros.
En 2012 repite con el director Christopher Nolan en The Dark Knight Rises junto a Christian Bale y vuelve a repetir reparto con Cillian Murphy, Joseph Gordon-Levitt, Tom Hardy y Michael Caine tomando el papel de Talia al Ghul/Miranda Tate. También recibió numerosos elogios por su actuación como la entrenadora de orcas Stéphanie en De óxido y hueso y fue galardonada con el Premio Globo de Cristal, Premio Étoile d'Or, Premio Sant Jordi, Irish Film & Television Award y el Premio de la Mejor Actriz en el Hawaii International Film Festival y nominaciones recibidas para el premio Globo de Oro, Premio BAFTA, Screen Actors Guild Award, Premio de la Crítica Cinematográfica, Premio AACTA, Premio Lumière y para el Premio César.

## Activista ambiental
Además de sus trabajos cinematográficos, Cotillard se interesó por el activismo medioambiental y ha participado en campañas de protección ambiental, particularmente con la ONG Greenpeace. Asimismo, ha colaborado con la organización realizando donaciones económicas y siendo embajadora y portavoz de ésta en diversas oportunidades. 
En el año 2009, la actriz grabó una versión de la canción Beds are Burning, de Midnight Oil, con el propósito de reclamar más justicia ambiental, apoyando a TckTckTck, un grupo de más de 400 organizaciones reunidas por una acción ambiental.
Uno de sus últimos aportes públicos fue en 2014, a través de un vídeo difundido por la ONG Greenpeace, “El silencio de la Amazonia en crisis”, cuya narración estuvo a cargo de la actriz. En el vídeo se logra mostrar parte de los maltratos y sobreexplotaciones que se llevan a cabo en la extensión de la selva amazónica dentro del territorio brasileño.

## Filmografía

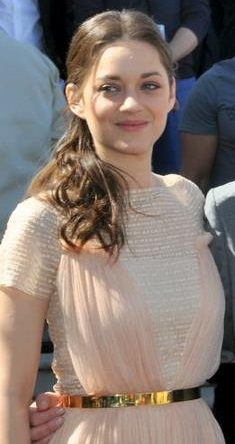
Marion Cotillard en el Festival de Cannes de 2012.

### Películas
| Año  | Título                                             | Papel                               | Director                                    |
| ---- | -------------------------------------------------- | ----------------------------------- | ------------------------------------------- |
| 1994 | L' Histoire du garçon qui voulait qu'on l'embrasse | Mathilde                            | Philippe Harel                              |
| 1996 | Comment je me suis disputé... (ma vie sexuelle)    | Estudiante                          | Arnaud Desplechin                           |
| 1996 | La belle verte                                     | Enfermera                           | Coline Serreau                              |
| 1998 | Taxi                                               | Lilly Bertineau                     | Gérard Pirès                                |
| 1999 | La Guerre dans le Haut Pays                        | Julie Bonzon                        | Francis Reusser                             |
| 1999 | Furia                                              | Élia                                | Alexandre Aja                               |
| 1999 | Du bleu jusqu'en Amérique                          | Solange                             | Sarah Lévy                                  |
| 2000 | Taxi 2                                             | Lilly Bertineau                     | Gérard Krawczyk                             |
| 2001 | Lisa                                               | Lisa joven                          | Pierre Grimblat                             |
| 2001 | Les Jolies choses                                  | Marie/Lucie                         | Gilles Paquet-Brenner                       |
| 2002 | Une affaire privée                                 | Clarisse Entoven                    | Guillaume Nicloux                           |
| 2003 | Taxi 3                                             | Lilly Bertineau                     | Gérard Krawczyk                             |
| 2003 | Quiéreme si te atreves                             | Sophie Kowalsky                     | Yann Samuell                                |
| 2003 | Big Fish                                           | Joséphine Bloom                     | Tim Burton                                  |
| 2004 | Innocence                                          | Mademoiselle Éva                    | Lucile Hadzihalilovic                       |
| 2004 | Un long dimanche de fiançailles                    | Tina Lombardi le rat                | Jean-Pierre Jeunet                          |
| 2005 | Cavalcade                                          | Alizée                              | Steve Suissa                                |
| 2005 | Ma vie en l'air                                    | Alice                               | Rémi Bezançon                               |
| 2005 | Mary                                               | Gretchen Mol                        | Abel Ferrara                                |
| 2005 | Sauf le respect que je vous dois                   | Lisa                                | Fabienne Godet                              |
| 2005 | La boîte noire                                     | Isabelle Kruger/Alice               | Richard Berry                               |
| 2005 | Edy                                                | Céline/La chanteuse du rêve         | Stéphan Guérin-Tillié                       |
| 2006 | Toi et Moi                                         | Léna                                | Julie Lopes-Curval                          |
| 2006 | Dikkenek                                           | Nadine                              | Olivier Van Hoofstadt                       |
| 2006 | Fair Play                                          | Nicole                              | Lionel Bailliu                              |
| 2006 | Un buen año                                        | Fanny Chenal                        | Ridley Scott                                |
| 2006 | Happy Feet                                         | Gloria (voz en la versión francesa) | George Miller, Warren Coleman y Judy Morris |
| 2007 | La vida en rosa                                    | Édith Piaf                          | Olivier Dahan                               |
| 2009 | Enemigos públicos                                  | Billie Frechette                    | Michael Mann                                |
| 2009 | Le dernier vol                                     | Marie Vallières de Beaumont         | Karim Dridi                                 |
| 2009 | Nine                                               | Luisa Contini                       | Rob Marshall                                |
| 2010 | Inception                                          | Mallorie "Mal" Cobb                 | Christopher Nolan                           |
| 2010 | Les petits mouchoirs                               | Marie                               | Guillaume Canet                             |
| 2011 | Medianoche en París                                | Adriana                             | Woody Allen                                 |
| 2011 | Contagio                                           | Dr. Leonora Orantes                 | Steven Soderbergh                           |
| 2012 | De óxido y hueso                                   | Stéphanie                           | Jacques Audiard                             |
| 2012 | The Dark Knight Rises                              | Miranda Tate/Talia al Ghul          | Christopher Nolan                           |
| 2013 | The Immigrant                                      | Ewa Cybulski                        | James Gray                                  |
| 2013 | Blood Ties                                         | Monica                              | Guillaume Canet                             |
| 2013 | Anchorman 2: The Legend Continues                  | CBC News Co-host                    | Adam McKay                                  |
| 2014 | Dos Días, Una Noche                                | Sandra                              | Jean-Pierre Dardenne y Luc Dardenne         |
| 2014 | Unity (ocumental)                                  | Narradora                           | Shaun Monson                                |
| 2015 | El Principito                                      | La rosa (voz)                       | Mark Osborne                                |
| 2015 | Macbeth                                            | Lady Macbeth                        | Justin Kurzel                               |
| 2015 | Un monde truqué                                    | Avril (voz)                         | Franck Ekinci y Christian Demares           |
| 2016 | Assassin's Creed                                   | Dra. Sophia Rikkin                  | Justin Kurzel                               |
| 2016 | Mal de pierres                                     | Gabrielle                           | Nicole Garcia                               |
| 2016 | Juste la fin du monde                              | Catherine                           | Xavier Dolan                                |
| 2016 | Aliados                                            | Marianne Beausejour                 | Robert Zemeckis                             |
| 2017 | Rock'n' Roll                                       | Marion Cotillard                    | Guillaume Canet                             |
| 2020 | Dolittle                                           | Tutu la zorra (voz).                | Stephen Gaghan                              |
| 2021 | Annette                                            | Ann Defrasnoux                      | Leos Carax                                  |
| 2022 | Frère et Sœur                                      | Alice Viullard                      | Arnaud Desplechin                           |
| 2022 | Rencontre(s)                                       | Coco Chanel                         | Mathias Chelebourg                          |
| 2023 | Astérix et Obélix: l'Empire du Milieu              | Cleopatra                           | Guillaume Canet                             |
| 2023 | Little Girl Blue                                   | Carole Achache                      | Mona Achache                                |
| 2023 | The Inventor                                       | Louise de Savoy (voz)               | Jim Capobianco y Pierre-Luc Granjon         |
| 2023 | Lee                                                | Solange D'Ayen                      | Ellen Kuras                                 |

### Cortometrajes
| Año  | Título                    | Papel                 | Notas |
| ---- | ------------------------- | --------------------- | ----- |
| 1995 | Snuff Movie               |                       |       |
| 1996 | Insalata Mista            | Juliette              |       |
| 1997 | Affaire classée           | Nathalie              |       |
| 1997 | La sentence               |                       |       |
| 1998 | La surface de réparation  | Stella                |       |
| 1999 | L'appel de la cave        | Rachel                |       |
| 2000 | Quelques jours de trop    |                       |       |
| 2000 | Le marquis                |                       |       |
| 2001 | Heureuse                  | La virtuelle de 35 kg |       |
| 2001 | Boomer                    | Mme Boomer            |       |
| 2008 | Lady Noire Affair         | Lady Noire            |       |
| 2010 | Lady Rouge                | Lady Rouge            |       |
| 2010 | Forehead Tittaes          | Marion Cotillard      |       |
| 2010 | Lady Blue Shanghai        | Lady Blue             |       |
| 2011 | Lady Grey London          | Lady Grey             |       |
| 2011 | L.A.dy Dior               | Margaux               |       |
| 2013 | David Bowie: The Next Day |                       |       |
| 2014 | Snapshot in LA            |                       |       |

### Televisión
| Año  | Título                   | Papel             | Notas                                 |
| ---- | ------------------------ | ----------------- | ------------------------------------- |
| 1993 | Étude sur le Mouvement   | Fairy             | Episodio: "Intériorité"               |
| 1993 | Highlander               | Lori Bellian      | Episodio: "Nowhere to Run"            |
| 1996 | Théo la tendresse        | Laura             | Episodio: "La nouvelle de la semaine" |
| 1996 | Chloé                    | Chloé             | Película                              |
| 1996 | L'@mour est à réinventer | Laurence          | Episodio: "La mouette"                |
| 1998 | Interdit de vieillir     | Abigail Dougnac   | Película                              |
| 2001 | Les redoutables          | Gabby             | Episodio: "Doggy dog"                 |
| 2001 | Vertiges                 | Florence Lacaze   | Episodio: "Une femme piégée"          |
| 2012 | Jeanne d'Arc au bûcher   | Jeanne d'Arc      | Película                              |
| 2013 | Le débarquement          | Nathalie the Bear | Episodio #1.1                         |
| 2025 | The Morning Show         | Celine Dumont     |                                       |

### Teatro
- 1997: Y'a des Nounours Dans les Placards, dirigida por Laurent Cotillard, en Théâtre Contemporain de la Danse en París, Francia.
- 2005: Jeanne d'Arc au bûcher, oratorio por Arthur Honegger, libreto por Paul Claudel, dirigido por Jean-Marc Cochereau, en Palais des Sports d'Orléans, Orleans, Francia.[8]
- 2012: Jeanne d'Arc au bûcher, oratorio por Arthur Honegger, libreto por Paul Claudel, dirigido por Marc Soustrot, en Auditorio de Barcelona, Barcelona, España.[9]
- 8 de febrero de 2015: Jeanne d'Arc au bûcher, oratorio por Arthur Honegger, libreto por Paul Claudel, dirigido por Kazuki Yamada, en Rainier III Auditorium, Monaco[10]
- 14 de febrero de 2015: Jeanne d'Arc au bûcher, oratorio por Arthur Honegger, libreto por Paul Claudel, dirigido por Kazuki Yamada, en Théâtre du Capitole, Toulouse, France[11]
- 3–4 de marzo de 2015: Jeanne d'Arc au bûcher, oratorio por Arthur Honegger, libreto por Paul Claudel, dirigido por Kazuki Yamada, en Philharmonie, Grande Salle, Paris, France[11]
- 10–13 de junio de 2015: Jeanne d'Arc au bûcher, oratorio por Arthur Honegger, libreto por Paul Claudel, dirigido por Côme de Bellescize, en Avery Fisher Hall, New York City, New York, Estados Unidos.[12]
- 18 de julio de 2018: Jeanne d'Arc au bûcher, oratorio por Arthur Honegger, libreto por Paul Claudel, dirigido por Benoît Jacquot, en Festival di Spoleto en la Piazza del Duomo, Italia.[13][14]
- 19 de septiembre de 2019: Jeanne d'Arc au bûcher, oratorio por Arthur Honegger, libreto por Paul Claudel, dirigido por Alexandre Bloch, en Bucarest, Rumania.[15][16]
- 7–17 de junio de 2022: Jeanne d'Arc au bûcher, oratorio por Arthur Honegger, libreto por Paul Claudel, dirigido por Juanjo Mena y Àlex Ollé, en Teatro Real en Madrid, España.[17][18]

## Premios y distinciones
Premios Óscar
| Año  | Categoría    | Película            | Resultado |
| ---- | ------------ | ------------------- | --------- |
| 2008 | Mejor actriz | La vida en rosa     | Ganadora  |
| 2015 | Mejor actriz | Dos días, una noche | Candidata |

César
| Año  | Categoría               | Película                        | Resultado |
| ---- | ----------------------- | ------------------------------- | --------- |
| 1998 | Mejor actriz revelación | Taxi                            | Candidata |
| 2001 | Mejor actriz revelación | Les jolies choses               | Candidata |
| 2004 | Mejor actriz de reparto | Un long dimanche de fiançailles | Ganadora  |
| 2007 | Mejor actriz            | La vida en rosa                 | Ganadora  |
| 2012 | Mejor actriz            | De óxido y hueso                | Candidata |
| 2014 | Mejor actriz            | Dos días, una noche             | Candidata |

Globos de Oro
| Año  | Categoría                        | Película         | Resultado |
| ---- | -------------------------------- | ---------------- | --------- |
| 2007 | Mejor Actriz - Comedia o Musical | La vida en rosa  | Ganadora  |
| 2009 | Mejor Actriz - Comedia o Musical | Nine             | Candidata |
| 2012 | Mejor Actriz - drama             | De óxido y hueso | Candidata |
| 2022 | Mejor Actriz - Comedia o Musical | Anette           | Candidata |

Premios BAFTA
| Año  | Categoría    | Película         | Resultado |
| ---- | ------------ | ---------------- | --------- |
| 2007 | Mejor actriz | La vida en rosa  | Ganadora  |
| 2012 | Mejor actriz | De óxido y hueso | Candidata |

Satellite Awards
| Año  | Categoría                        | Película            | Resultado |
| ---- | -------------------------------- | ------------------- | --------- |
| 2007 | Mejor Actriz - Drama             | La vida en rosa     | Ganadora  |
| 2009 | Mejor Actriz - Comedia o Musical | Nine                | Candidata |
| 2010 | Mejor actriz de reparto - drama  | Inception           | Candidata |
| 2014 | Mejor Actriz - Drama             | Dos días, una noche | Candidata |

Festival Internacional de Cine de Cannes
| Año  | Categoría                                | Película                        | Resultado |
| ---- | ---------------------------------------- | ------------------------------- | --------- |
| 2004 | Trophée Chopard a la Revelación Femenina | Un long dimanche de fiançailles | Ganadora  |

Premios Sant Jordi
| Año  | Categoría               | Película                               | Resultado |
| ---- | ----------------------- | -------------------------------------- | --------- |
| 2012 | Mejor actriz extranjera | De óxido y hueso The Dark Knight Rises | Ganadora  |

Premios del Sindicato de Actores
| Año  | Categoría     | Película          | Resultado |
| ---- | ------------- | ----------------- | --------- |
| 2012 | Mejor actriz  | De óxido y hueso  | Candidata |
| 2011 | Mejor reparto | Midnight in Paris | Candidata |
| 2009 | Mejor reparto | Nine              | Candidata |
| 2007 | Mejor actriz  | La vida en rosa   | Candidata |

National Board of Review
| Año  | Categoría    | Película        | Resultado |
| ---- | ------------ | --------------- | --------- |
| 2007 | Mejor actriz | La vida en rosa | Candidata |